# Hamirpur, Uttar Pradesh
Hamirpur är en stad i den indiska delstaten Uttar Pradesh, och är den administrativa huvudorten för distriktet Hamirpur. Staden hade 35 475 invånare vid folkräkningen 2011.